# Émile Brunet (architecte)
Pour les articles homonymes, voir Brunet et Émile Brunet.
Émile Brunet, né à Blois le 2 décembre 1872 et décédé à Blois le 1er mars 1952, est un architecte de renom dont l'œuvre s’inscrit dans la lignée du mouvement rationaliste, école architecturale dont Anatole de Baudot était le chef de file, après Eugène Viollet-le-Duc et Henri Labrouste, et dans le style Art déco qu’il a contribué à définir avec les architectes et les artistes de sa génération. Architecte en chef des Monuments historiques (ACMH) entre 1899 et 1937, il faisait partie du comité de direction de la revue La Construction moderne,. Émile Brunet a été le président du Syndicat des Architectes diplômés de l'École des Arts décoratifs (SADAD) et élevé au rang de chevalier de la Légion d'honneur en 1920.

## Un restaurateur de cathédrales
Émile Brunet a été formé à l'École nationale des Arts décoratifs (ENAD, aujourd'hui ENSAD) de 1893 à 1899, où il fut élève de Charles Genuys et d'Anatole de Baudot, architecte du Mont-Saint-Michel et du lycée Lakanal. Comme ce dernier, sa carrière suit deux directions : la restauration de monuments religieux et la construction neuve.
Devenu architecte en chef des Monuments historiques en 1899 et architecte des édifices diocésains en 1901, il a exercé ses fonctions dans les Côtes-d’Armor, l’Eure-et-Loir où il travaille sur la cathédrale Notre-Dame de Chartres, la Seine-et-Marne et l'Aisne. Pendant la Première Guerre mondiale, il est appelé à prendre des mesures de préservation de la cathédrale Saint-Gervais-et-Saint-Protais de Soissons cible privilégiée des attaques ennemies.
Après la Première Guerre mondiale, ses deux plus grands chantiers sont la restauration dans le département de l’Aisne, qui a subi d'importantes destructions, de la basilique Saint-Quentin et de la cathédrale Saint-Gervais-et-Saint-Protais de Soissons dont la restauration semblait plus compromise que celle de Reims,. Il remplace dans les deux cas la charpente en bois détruite durant la guerre par une charpente en ciment armé. Il devient chevalier de la Légion d'honneur en 1920 pour son travail, qui a permis le sauvetage d'un important patrimoine religieux.
À partir de 1930, il est chargé de la cathédrale Notre-Dame de Paris. Il est nommé en 1931 officier de la Légion d'honneur. Inspecteur général des monuments historiques à partir de 1937, il prend sa retraite d’architecte en chef des Monuments historiques la même année.

## Un constructeur novateur
Émile Brunet a construit l’église Saint-Denys-Sainte-Foy de Coulommiers (concours de 1904, chantier 1905-1911) et l’église Saint-Léon à Paris 15e (concours 1913, chantier 1924-1934),, mais également l’église Notre-Dame de Remicourt à Saint-Quentin (Aisne) et l’église Sainte-Thérèse de l'Enfant Jésus de Vésines (Loiret) à la fin des années 1930. Sa plus grande œuvre est l'église Saint-Léon de Paris, construite en béton armé avec le concours de l'entreprise François Hennebique et habillée d'un parement en briques ocres à l’intérieur, blanches à l’extérieur.
Émile Brunet a participé à l’Exposition internationale des arts décoratifs et industriels modernes en 1925, où il a construit  au Village Français la Maison du Tisserand, c'est-à-dire la petite maison d’un artisan comprenant son atelier et son logement. Celle-ci fait l'objet d'un article dans la revue La Construction moderne du 11 octobre 1925. La Maison du Tisserand, comme l'église Saint-Léon construite à la même époque, a une structure en béton armé habillée d'un parement en briques. Émile Brunet a été membre du comité d'admission et du jury de l'Exposition.
Émile Brunet fut membre de 1907 à 1935 de la Commission des Bâtiments des lycées et collèges au sein de l’Instruction publique. En 1915, il est devenu l’architecte du lycée de jeunes filles Victor-Hugo à Paris 4e en remplacement d’Anatole de Baudot décédé. En 1930, il également nommé architecte du lycée Janson-de-Sailly. En 1931, il est chargé de la construction du lycée Marie-Curie, lycée de jeunes filles de Sceaux, qu'il réalise entre 1932 et 1936 et dont il reste l'architecte jusqu'en 1945,. L'établissement a été classé à l'inventaire supplémentaire des monuments historiques (ISMH) en 2001.

Lycée Marie-Curie à Sceaux, édifié par Émile Brunet de 1932 à 1936, avec son parement de briques orangées
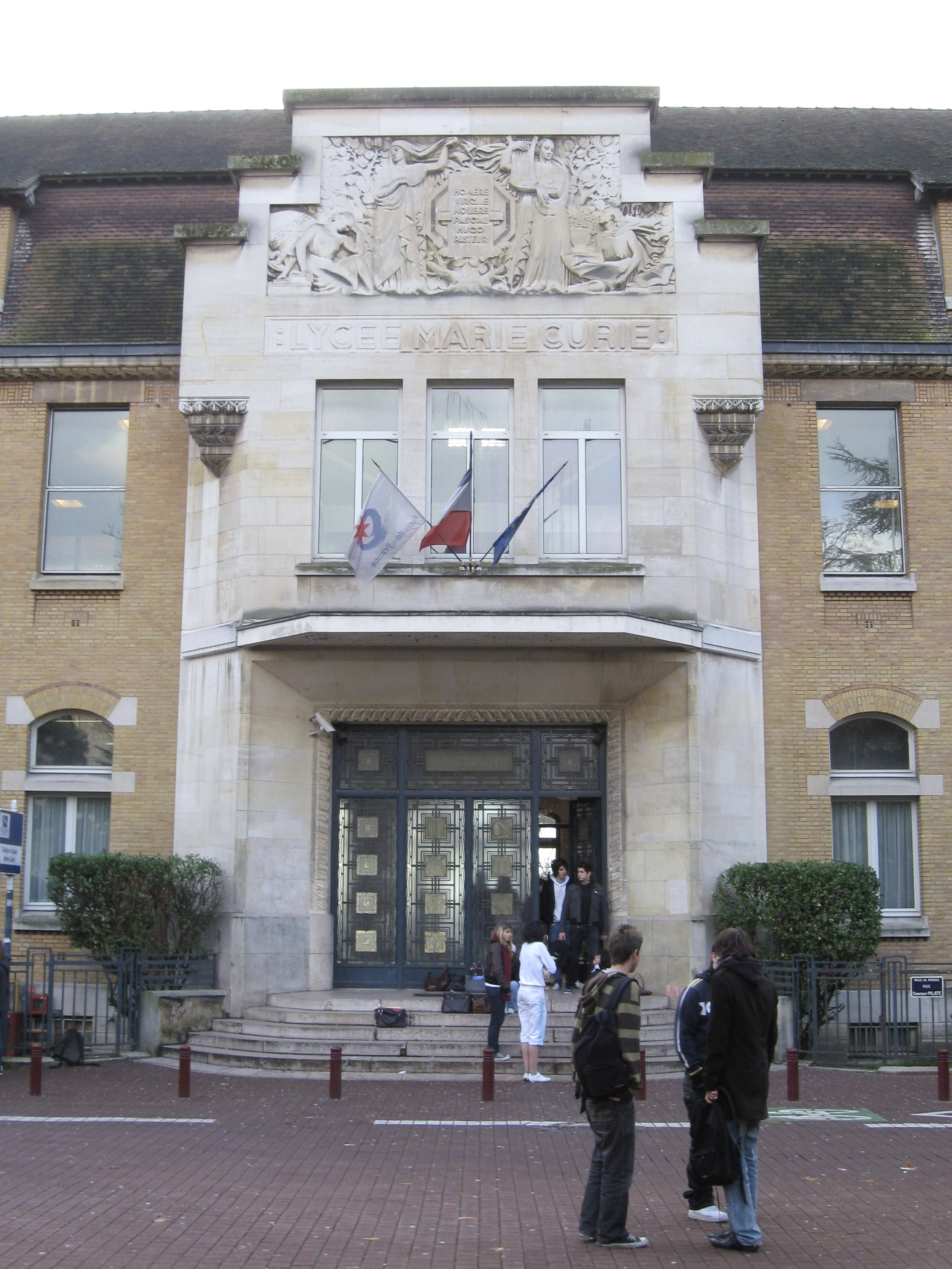
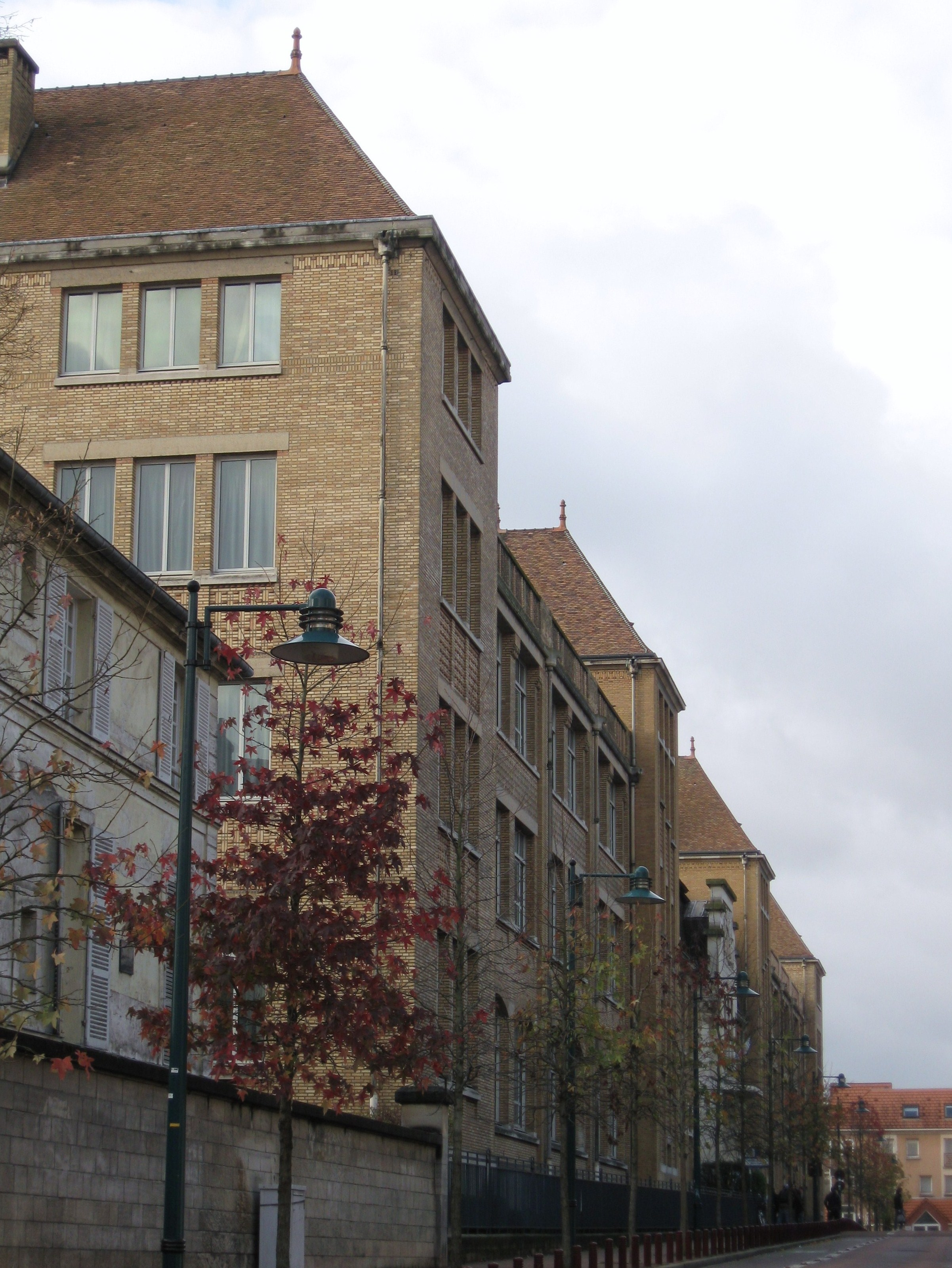

## Collaboration avec des artistes décorateurs
La collaboration avec les artistes décorateurs dès le projet était l’une des caractéristiques de la production de l’architecture à cette époque. Émile Brunet a d’ailleurs été président de l’association « le Té », réunissant architectes et artistes autour d’activités festives afin de favoriser le travail en commun sur des projets de concours.
Pour le lycée Marie-Curie, construit entre 1932 et 1936, Émile Brunet a formé équipe avec les artistes avec lesquels il terminait alors le chantier de l’Église Saint-Léon de Paris à Paris XVe : le maître ferronnier Raymond Subes, le maître mosaïste Auguste Labouret– tous deux issus comme lui de l’École nationale des arts décoratifs – , le maître verrier Louis Barillet et le sculpteur Pierre Seguin.